# Sylvietta brachyura
El crombec norteño (Sylvietta brachyura) es una especie de ave paseriforme de la familia Macrosphenidae propia del África tropical.

## Distribución y hábitat
Se encuentra en una franja del África tropical comprendida aproximadamente entre el ecuador y el paralelo 20º. Su hábitat natural son los bosques tropicales y las sabanas.